# English Standard Version
English Standard Version (ESV) – amerykański protestancki przekład Biblii wydany przez Crossway Bibles w 2001 roku. Jest jednym z najpopularniejszych przekładów stosowanych w Stanach Zjednoczonych.
Prace nad przekładem rozpoczęły się w 1990 roku. Podstawą nowego tłumaczenia był przekład Revised Standard Version z 1971 roku. Według wydawcy ESV wywodzi się z tradycji Biblii King James Version jednak baza tekstowa nie jest oparta na Textus receptus.

## Charakterystyka
ESV jest nowoczesnym przekładem, używającym współczesnego amerykańskiego angielskiego. 
Posiada około 61 edycji przeznaczonych do różnych celów, jak na przykład:
- Pew and Worship Bibles – przeznaczone do stosowania w zborach
- Study Bibles – zawierające obszerne komentarze
- Economy Bibles – przeznaczone do darmowego rozdawania i ewangelizacji

Wydawca określa typ tłumaczenia jako zasadniczo literalne (ang. essentially literal), co w przyjętej nomenklaturze oznacza ekwiwalencję formalną. Tłumaczenie jest dosłowne (słowo w słowo) i często łamano zasady gramatyki angielskiej w celu lepszego oddania przekazu. Aczkolwiek w miejscach, gdzie zbyt dosłowne tłumaczenie byłoby niezrozumiałe dostosowywano gramatykę, składnię i idiomy do angielskiego odbiorcy. W porównaniu do innych angielskich przekładów tylko New American Standard Bible jest bardziej literalny. Przekład porzucił posługiwanie się tradycyjnymi biblijnymi archaizmami (typu: thee, thou, ye, hearken, brethren, itp). 
W odniesieniu do płci używa metody gender-inclusive, co oznacza, że wyrażenia odnośnie do ludzi tłumaczone są dosłownie (np.: używa słownictwa typu man (mężczyzna) a nie people czy human beings). Odwrotna metoda, tj. gender-neutral, jest popularnie stosowana przez większość angielskich przekładów parafrazujących (jak na przykład New International Version).
Tetragram w Starym Testamencie został zastąpiony tytułem LORD (dużymi literami) lub jako Lord GOD gdy tetragram występuje razem z określeniem adonai.
W trakcie tłumaczenia dbano o to, aby przekład odzwierciedlał także własny styl każdej księgi i jej autora.
Warto zauważyć, że mimo iż przekład jest literalny, jest w pełni zrozumiały dla czytelnika i czyta się go w sposób płynny. Jest to zasadnicza różnica w porównaniu do bardziej dosłownej New American Standard Bible. 

## Źródła przekładu

### Stary Testament
Przede wszystkim opierano się na tekście masoreckim z Biblia Hebraica Stuttgartensia (1983, 2. wyd.). Uważano, że jest to wystarczająca podstawa dla Starego Testamentu. W wyjątkowo trudnych fragmentach posiłkowano się następującymi źródłami: Rękopisami z Qumran, Septuagintą, Pięcioksięgiem samarytańskim, Syryjską Peszittą i łacińską Wulgatą.
Przy wydaniu z apokryfami do tłumaczenia dodatkowych ksiąg wykorzystano: Septuagintę w wydaniu Göttingen Septuagint, Rahlf's Septuagint oraz Wulgatę w wydaniu Stuttgart Vulgate.

### Nowy Testament
Wykorzystano dwa źródła: Greek New Testament (UBS, 4 wyd. z 1993) oraz Novum Testamentum Graece (27 wyd.).

## Uaktualnienia
Od pierwszego wydania tekst przekładu był parę razy aktualizowany, głównie w celu poprawy wykrytych błędów.
- 2007 rok – wydawca nie udostępnił listy zmian, zaznaczając tylko, że uaktualnienie jest małe.
- 2011 rok – w tym roku wprowadzono zmiany w około 500 miejscach[8]. Wydawca opublikował listę korekt na swojej stronie internetowej. Zmiany miały na celu poprawienie gramatyki, spójności oraz przejrzystości. Podobnie jak w 2007 roku nie opublikowano tej wersji jako nowego wydania czy rewizji. Kopie drukowane w tej wersji są oznaczone na stronie z prawami autorskimi jako „ESV Text Edition: 2011”.

## Wersje
We współpracy z zewnętrznymi wydawcami opublikowano edycje dostosowane do szczegółowych grup odbiorców.

### Wersja z apokryfami
W 2009 roku Oxford University Press wydało przekład ESV, do którego dodano księgi apokryficzne (w nomenklaturze katolickiej oznacza to księgi deuterokanoniczne). Tę wersję można rozpoznać po tytule ESV with Apocrypha.
Tłumaczenie wykonano jako rewizję przekładu Revised Standard Version w wersji Expanded Edition z 1977 roku.

### Anglicised
Wydawca Collins Anglicised ESV Bibles opublikował przekład ESV dostosowany do języka brytyjskiego.